# Robert Doisneau
Robert Doisneau [ʁobeʁ' dwano'] (Gentilly, cerca de París, 14 de abril de 1912-París, 1 de abril de 1994) fue un fotógrafo francés.

## Los inicios

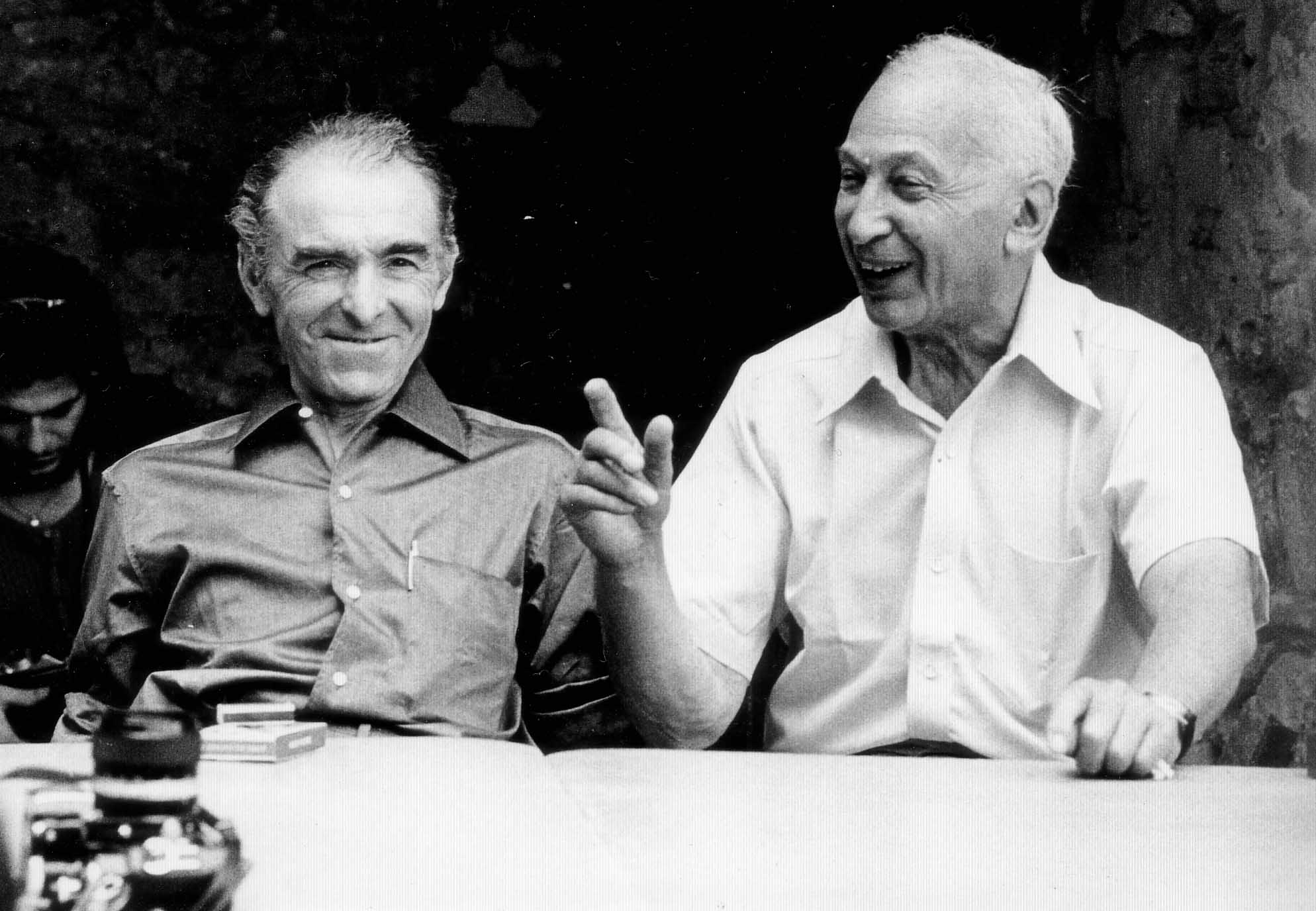
Robert Doisneau (izquierda) y André Kertész, Arlés, 1975.

Recibió la formación de grabador litográfico y tipógrafo en París. En 1929 comenzó a realizar sus primeras fotografías aprendiendo de forma autodidacta y leyendo las instrucciones de las cajas de emulsión para revelar. Comenzó a trabajar en un estudio fotográfico que posteriormente compraría al morir su dueño. En 1931 comenzó a trabajar con el artista André Vigneau gracias a sus conocimientos como grabador. Este lo introdujo en el mundo de la fotografía como arte. En una entrevista con El País Semanal en 1991 contaba: «Cuando yo empecé, nadie conocía a nadie. No había revistas que difundieran la obra de los fotógrafos más interesantes. Por eso la única persona que me influyó fue Vigneau. Era formidable: escultor, pintor, fotógrafo». En esta época también descubrió a Man Ray.
Inicialmente trabajó como fotógrafo industrial y de publicidad en la factoría de Renault de Billancourt, hasta ser despedido por sus repetidas ausencias. Según sus palabras, «desobedecer me parecía una función vital y no me privé de hacerlo». De los objetos inanimados pasó a las fotografías de gente en París y Gentilly. El 25 de septiembre de 1932, L'Excelsior publicó su primera fotografía. La crisis de los años treinta le afectó, debiendo pasar una larga temporada sin encargos. Vivió en Montrouge desde 1937 hasta su muerte. El 25 de septiembre de 1993 Doisneau tomó su última foto. El 1 de abril de 1994, a la edad de 81 años, murió.

## Guerra y posguerra
Participó como soldado en la Resistencia Francesa durante la II Guerra Mundial hasta que fue desmovilizado en 1940. Fueron tiempos penosos en los que realizó fotografías de científicos por encargo y no dejó de retratar la ocupación y la liberación de París. Terminada la guerra, fue contratado por la agencia ADEP y trabajó junto con Henri Cartier-Bresson y Robert Capa, reflejando la alegría y la jovialidad de la ciudad de París tras la desgracia. Desde 1945 colaboró con Le Point y se integró de por vida en la agencia Rapho, retratando, entre otros, a Pablo Picasso. Todo su trabajo, fuera de los encomendados, siguió centrándose en la vida pública y situando a sus personajes en un ámbito cotidiano. «Mi foto es la del mundo tal y como deseo que sea».

## El latido de París
Con Robert Giraud se abre a la vida nocturna de la capital: jazz, cafés y el arte alternativo. Recorre Montparnasse y Saint-Germain-des-Prés donde se encontrará con Jean Paul Sartre, Albert Camus y Jean Cocteau entre otros. Es su modo de escapar del mundo artificial de 'Vogue'.
En 1950, Doisneau buscaba material para cumplir con un encargo de la revista estadounidense America´s Life, interesada en los enamorados de París. De ahí saldrá la serie Besos y su obra más significativa, El beso. La fotografía muestra de forma misteriosa una pareja besándose frente al ayuntamiento de París.
Muchos pensaron que era una fotografía espontánea que el autor había tomado en las calles parisinas. Sin embargo, años después se supo que la pareja estaba formada por los estudiantes de arte dramático Françoise Bornet y Jacques Carteaud, de los Cursos Simon. El artista que los haría anónimamente famosos los descubrió en un café parisiense y ambos aceptaron posar delante de su objetivo dándose un apasionado beso en mitad del tumulto de la ciudad. La foto se convirtió en un icono reconocido en todo el planeta. El trabajo recorría toda Francia y Estados Unidos con gran éxito, y le abriría las puertas en el extranjero. En 1951 expuso en el Museo de Arte Moderno de Nueva York. Es un beso que simbolizó una multitud de cosas: el amor, París como ciudad romántica y representó una época de exaltación del sentimiento. También se convirtió en objeto que aportó jugosas ganancias. Aún hoy el famoso beso vende cientos de miles de copias anuales.
En 1953 abandonó Vogue, sufriendo el eclipse de la fotografía y de los fotógrafos de la posguerra en la década de 1960.
No será hasta 1979 cuando Claude Nori rescate a Doisneau publicando una retrospectiva de su obra en Tres segundos de eternidad.
Rehabilitado para el mundo del arte, en la década de 1980 recorrió Asia, con exposiciones multitudinarias en Pekín, Tokio y Kioto, además de en Roma y en el Museo de Arte Moderno de Oxford.
En 1993 El beso fue llevado a juicio. Una pareja afirmaba haberse reconocido en la imagen y reclamaba su porción del pastel. Por aquel entonces, empezaron a aparecer mujeres y hombres asegurando ser los amantes de la obra y planteando demandas de derecho de imagen. Aquella mentira que hacía creer que era una instantánea improvisada no pudo mantenerse. El fotógrafo ganó el juicio al presentar como prueba la serie completa de fotos tomadas en distintos puntos de París con la misma pareja. La había encontrado en un café cerca de la escuela de teatro y les había propuesto posar para la foto. Françoise Bornet, la protagonista real de la foto junto a su novio de entonces, Jacques Carteraud, decidió descubrir su secreto: quería un porcentaje de las ganancias. Otra vez Doisneau ganó en los estrados. Pudo comprobar que había pagado el trabajo de Bornet y su compañero. La pareja vendió la copia de su foto que le regaló Doisneau a un coleccionista suizo que pagó por ella 155.000€ en 1992. Más tarde, reconocería el propio autor: «No es una foto fea, pero se nota que es fruto de una puesta en escena, que se besan para mi cámara».
De paso por Lemosín, Robert Doisneau capturó con su Rolleiflex imágenes de la fiesta de Quintaine de Saint-Léonard en 1951. En Aubusson, se apasionó por el trabajo de los tejedores. Exalta la nobleza del trabajo en sus fotografías de los trabajadores de la porcelana de las fábricas Tharaud de Limoges. También le gustaba encontrar a sus dos cómplices lemosinos, el periodista y escritor Robert Giraud, y el pintor Jean-Joseph Sanfourche.
Al fotógrafo se le han dedicado más de un centenar de libros y varias películas. Del cartel de El beso se han vendido más de 500 000 ejemplares en todo el mundo, y el 14 de abril de 2012 el sitio de búsquedas Google le rindió homenaje con un significativo doodle.

## Publicaciones de obra gráfica
- La Banlieue de Paris, 1949
- Los parisinos tal como son, 1954
- Instantáneas de París, 1956
- Perros de París, 1956
- Pour que Paris soit, 1956
- Enchantements sur Paris de Jacques Yonnet, fotografías de Robert Doisneau, ed. Denoël, 1966
- Robert Doisneau, 1981

## Filmografía
Películas dirigidas:
- Les Visitants du Square, 1992.

Películas en las que fue director de fotografía:
- El silencio es oro, 1947. (René Clair)
- París 1900, 1947. (Nicole Védrès)
- Disparad al pianista, 1960. (François Truffaut)
- Un domingo en el campo, 1984. (Bertrand Tavernier)

## Premios y galardones
- Premio Kodak, 1947.
- Premio Niepce, en 1956 y 1957.
- Gran Premio Nacional de Fotografía en Francia, 1983.

## Filmografía sobre Doisneau
- Bonjour Monsieur Doisneau, 1992. De Jabine Azéma.
- Doisneau des villes et Doisneau des champs, 1993. De Patrick Cazals.
- Robert Doisneau tout simplement, 2000. De Patrick Jendy.